# Úc 31–0 Samoa thuộc Mỹ
Vào ngày 11 tháng 4 năm 2001, hai đội tuyển bóng đá quốc gia Úc và Samoa thuộc Mỹ đã thi đấu với nhau trong một trận đấu thuộc khuôn khổ vòng loại Giải vô địch bóng đá thế giới 2002 khu vực châu Đại Dương. Trận đấu này diễn ra tại Sân vận động Thể thao Quốc tế ở Coffs Harbour, Úc. Đội tuyển Úc đã lập kỷ lục thế giới về thắng lợi lớn nhất trong một trận đấu bóng đá quốc tế, với tỷ số chung cuộc là 31–0. Cầu thủ Archie Thompson của Úc cũng đã phá kỷ lục thế giới về số bàn thắng ghi được bởi một cầu thủ trong một trận đấu quốc tế với tổng cộng 13 pha lập công. David Zdrilic, người ghi được tám bàn thắng trong trận đấu, đã có số bàn thắng cao thứ hai trong một trận đấu quốc tế kể từ Chiến tranh thế giới thứ nhất.
Kết quả của trận đấu đã làm dấy lên nhiều tranh cãi về thể thức thi đấu của vòng loại, trong đó huấn luyện viên đội tuyển Úc Frank Farina và cầu thủ Thompson nhận thấy rằng cần phải tổ chức các vòng sơ loại để tránh những trận đấu không cân bằng như vậy; quan điểm này cũng được cơ quan quản lý bóng đá thế giới FIFA đồng thuận. Cuối cùng, vòng loại khu vực châu Đại Dương của Giải vô địch bóng đá thế giới 2006 đã phải đưa vào một vòng đấu sơ loại, mà trước đó đã từng xuất hiện tại giải đấu vòng loại của năm 1998. Trình độ không cân bằng giữa các đối thủ cũng góp phần khiến Úc quyết định gia nhập Liên đoàn bóng đá châu Á vào năm 2006. Cho đến hiện tại, đây là trận đấu đầu tiên và cũng là duy nhất của Samoa thuộc Mỹ trước Úc. 

## Bối cảnh
Lần đầu tiên các đội tuyển châu Đại Dương tham dự vòng loại Giải vô địch bóng đá thế giới là vào năm 1966. Thời điểm này, các đội tuyển phải tham gia vòng loại chung với khu vực châu Á, trước khi một vòng đấu loại riêng dành cho Liên đoàn bóng đá châu Đại Dương (OFC) được khởi xướng vào năm 1986. Tại vòng loại Giải vô địch bóng đá thế giới 2002, 10 đội tuyển tham dự được chia đều vào hai bảng, mỗi đội thi đấu lần lượt lẫn nhau một lần. Hai đội đứng đầu hai bảng sẽ bước vào vòng chung kết và thi đấu với nhau trong hai trận lượt đi và lượt về. Đội thắng cuộc của khu vực châu Đại Dương sẽ lọt vào vòng play-off với đội đứng thứ năm ở khu vực Nam Mỹ để tranh một suất tham dự World Cup. Úc và Samoa thuộc Mỹ được xếp vào bảng 1 cùng với Fiji, Samoa và Tonga, với các trận đấu được tổ chức tại Coffs Harbour, Úc vào tháng 4 năm 2001.
Úc cùng với New Zealand được xem là hai đội bóng mạnh nhất của khu vực châu Đại Dương. Đây là hai đội duy nhất đã từng giành chức vô địch Cúp bóng đá châu Đại Dương và cũng là hai đội duy nhất từng tham dự vòng chung kết World Cup, với Úc đã từng vượt qua vòng loại vào năm 1974 và New Zealand vào năm 1982. Samoa thuộc Mỹ nằm trong số những đội yếu nhất thế giới, với thành tích toàn thua trong những trận đấu quốc tế kể từ khi họ gia nhập FIFA vào năm 1998. Trước trận đấu, Úc đứng ở vị trí thứ 75 trên bảng xếp hạng FIFA, trong khi Samoa thuộc Mỹ đứng thứ 203, thấp nhất trong tất cả các thành viên FIFA.
Hai ngày trước trận đấu, Úc đã có trận thắng 22–0 trước Tonga, phá vỡ kỷ lục 20–0 dành cho chiến thắng có cách biệt lớn nhất trong một trận đấu quốc tế, được nắm giữ bởi Kuwait với trận thắng trước Bhutan vào năm 2000. Trong khi đó, Samoa thuộc Mỹ đã phải nhận hai trận thua trước trận đấu, một trận với tỷ số 0–13 trước Fiji và một trận với tỷ số 0–8 trước Samoa.

## Trận đấu

### Tóm tắt

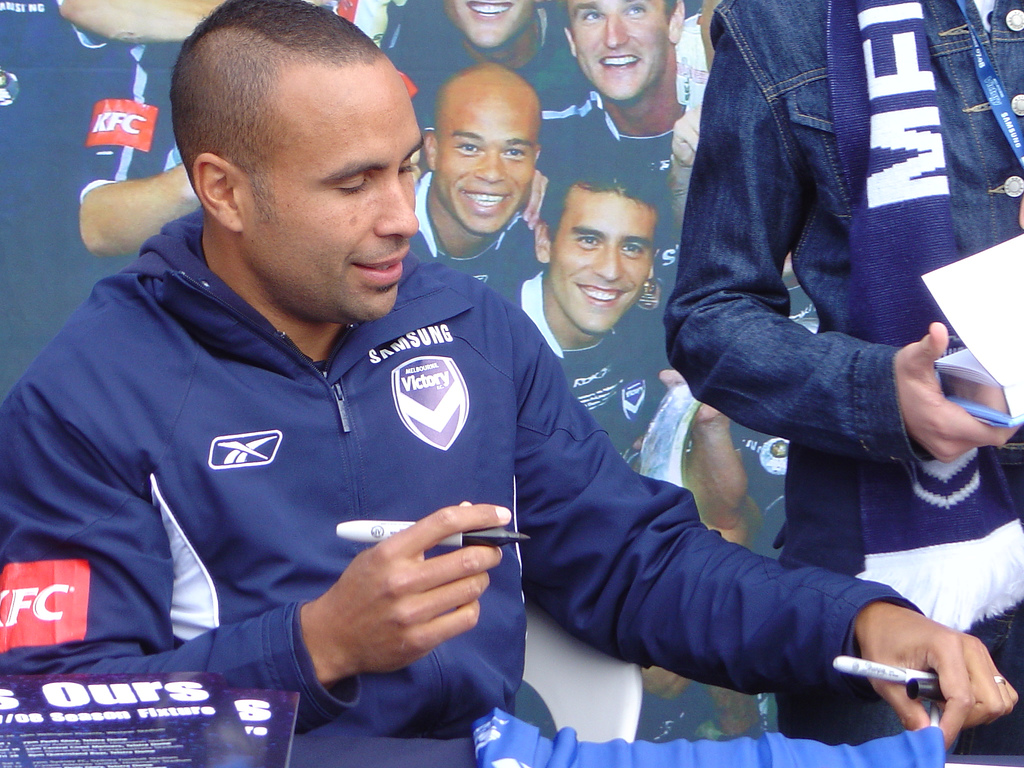
Cầu thủ Archie Thompson của Úc đã ghi 13 bàn thắng trong trận đấu

Úc ra sân với một đội hình gồm một số cầu thủ dự bị do nhiều cầu thủ chính đang nghỉ hoặc không được chọn vào đội tuyển. Tiền đạo John Aloisi và Damian Mori, hai cầu thủ cùng nhau ghi tới 10 bàn thắng trong trận thắng 22–0 trước Tonga, cũng không ra sân trong trận đấu này. Trong khi đó, đội tuyển Samoa thuộc Mỹ gặp rắc rối về vấn đề hộ chiếu khiến cho hầu hết các cầu thủ thuộc đội chính – ngoại trừ thủ môn Nicky Salapu – không đủ điều kiện đăng ký cho trận đấu. Đội cũng không thể gọi được các cầu thủ U-20 vì hầu hết họ lúc đó đang trong kỳ thi trung học. Cuối cùng, họ buộc phải thay thế đội hinh bằng các cầu thủ trẻ, bao gồm ba cầu thủ chỉ mới 15 tuổi, để tạo thành một đội hình bất đắc dĩ có độ tuổi trung bình chỉ là 18. Theo huấn luyện viên và phó chủ tịch Liên đoàn bóng đá Samoa thuộc Mỹ Tony Langkilde, một số cầu thủ của đội chưa từng chơi một trận đấu nào đủ 90 phút trước cuộc đối đầu với Úc.
Samoa thuộc Mỹ đã giữ được mành lưới của mình trong vòng 10 phút đầu tiên của trận đấu, cho tới khi Con Boutsianis mở tỷ số cho Úc từ một quả phạt góc. Archie Thompson đã ghi bàn thắng đầu tiên của mình ở phút thứ 12, người đồng đội trên hàng công của anh David Zdrilic cũng điền tên mình lên bảng tỷ số lần đầu tiên một phút sau đó. Tony Popovic ghi thêm hai bàn thắng nữa vào các phút thứ 17 và 19 để đưa Úc dẫn trước với tỷ số 6–0. Ở phút thứ 25, Zdrilic lập một cú hat-trick, nâng tỷ số lên thành 9–0 cho Úc. Kế đến, Thompson đã ghi tới 6 trong 7 bàn thắng tiếp theo, giúp Úc dẫn trước 16–0 khi hết hiệp 1. Thompson dẫn đầu đội tuyển Úc với 8 bàn thắng trước khi bước vào giờ nghỉ, trong khi Zdrilic có 4 bàn.
Boutsianis, người ghi bàn thắng đầu tiên trong hiệp 1, cũng là người ghi bàn đầu tiên trong hiệp 2 ở phút thứ 50; anh còn ghi thêm một bàn thắng nữa sau đó để hoàn thành cú hat-trick cho riêng mình. Thompson và Zdrilic lần lượt ghi thêm 5 và 4 bàn thắng để kết thúc với 13 và 8 bàn thắng cho mỗi người. Boutsianis kết thúc với 3 bàn thắng, trong khi Popovic, Aurelio Vidmar và Simon Colosimo mỗi người đều lập cú đúp, cầu thủ vào sân từ băng ghế dự bị Fausto De Amicis cũng ghi được một bàn. Ở phút thứ 86, mặc dù để thua tới 29 bàn, Samoa thuộc Mỹ vẫn cố gắng tổ chức một đợt tấn công về phía khung thành của Úc với pha dứt điểm của Pati Feagiai, nhưng đã bị thủ môn Michael Petkovic ngăn cản. Đây là cú sút trúng đích duy nhất của Samoa thuộc Mỹ trong cả trận.
Số lượng bàn thắng lớn đã gây ra sự nhầm lẫn về tỷ số trận đấu. Khi trận đấu kết thúc, bảng tỷ số trên sân vận động hiển thị là 32–0 và Thompson được xác định là đã có 14 pha lập công. Sau khi được các nhân viên thống kê kiểm tra lại, tỷ số 31–0 đã được công bố và tổng số bàn thắng của Thompson được giảm xuống còn 13. Sau trận đấu, FIFA đã công bố số liệu chính thức sau khi nhận được báo cáo từ trọng tài và ban tổ chức trận đấu, trong đó xác nhận tỷ số 31–0 và 13 bàn thắng của Thompson.

### Chi tiết
| Úc | 31–0     | Samoa thuộc Mỹ |
| --- | -------- | -------------- |
| Boutsianis 10', 50', 84' · Thompson 12', 23', 27', 29', 33' · Thompson (tiếp) 37', 42', 45', 56', 60' · Thompson (tiếp) 65', 85', 88' · Zdrilic 13', 21', 25', 33', 58' · Zdrilic (tiếp) 66', 78', 89' · A. Vidmar 14', 80' · Popovic 17', 19' · Colosimo 51', 81' · De Amicis 55' | Chi tiết |                |

| Úc | Samoa thuộc Mỹ |

| TM                      | 1  | Michael Petkovic |  |     |
| HV                      | 2  | Kevin Muscat (c) |  |     |
| HV                      | 3  | Craig Moore      |  |     |
| HV                      | 4  | Tony Popovic     |  | 45' |
| HV                      | 5  | Tony Vidmar      |  | 45' |
| TV                      | 7  | Aurelio Vidmar   |  |     |
| TĐ                      | 11 | David Zdrilic    |  |     |
| TV                      | 12 | Steve Horvat     |  |     |
| TV                      | 13 | Con Boutsianis   |  |     |
| TV                      | 14 | Simon Colosimo   |  |     |
| TĐ                      | 20 | Archie Thompson  |  |     |
| Vào sân thay người:     |    |                  |  |     |
| HV                      | 15 | Fausto De Amicis |  | 45' |
| HV                      | 17 | Scott Miller     |  | 45' |
| Huấn luyện viên trưởng: |    |                  |  |     |
| Frank Farina            |    |                  |  |     |

| TM                      | 1  | Nicky Salapu (c) |  |     |
| HV                      | 4  | Lisi Leututu     |  | 50' |
| HV                      | 5  | Soe Falimaua     |  |     |
| HV                      | 7  | Lavalu Fatu      |  |     |
| HV                      | 8  | Sulifou Faaloua  |  |     |
| HV                      | 9  | Travis Sinapati  |  |     |
| TV                      | 13 | Sam Mulipola     |  |     |
| TV                      | 15 | Pati Feagiai     |  |     |
| TĐ                      | 16 | Ben Falaniko     |  | 84' |
| TM                      | 18 | Tiaoali Savea    |  |     |
| TV                      | 20 | Young Im Min     |  |     |
| Vào sân thay người:     |    |                  |  |     |
| TĐ                      | 17 | Darrell Ioane    |  | 84' |
| TV                      | 19 | Richard Mariko   |  | 50' |
| Huấn luyện viên trưởng: |    |                  |  |     |
| Tunoa Lui               |    |                  |  |     |

| Cầu thủ xuất sắc nhất trận đấu: Archie Thompson (Úc) Trợ lý trọng tài: David Sau (Quần đảo Solomon) Michel Angot (Tahiti) Trọng tài thứ tư: Derek Rugg (New Zealand) |

## Kỷ lục
Chiến thắng 31–0 của Úc đã phá vỡ kỷ lục của chính họ dành cho thắng lợi lớn nhất trong một trận đấu quốc tế, trận thắng 22–0 trước Tonga lập được hai ngày trước đó trong cùng giải đấu. Cả hai chiến thắng đều vượt qua kỷ lục trước đó do Kuwait lập nên với chiến thắng 20–0 trước Bhutan tại vòng loại Cúp bóng đá châu Á 2000. Trận đấu cũng phá kỷ lục dành cho chiến thắng lớn nhất trong một trận đấu vòng loại World Cup, vốn trước đó thuộc về Iran với chiến thắng 19–0 trước Guam tại vòng loại World Cup 2002.
Ngoài các kỷ lục của đội tuyển, trận đấu cũng chứng kiến những kỷ lục cá nhân bị phá vỡ. Tiền đạo Archie Thompson của Úc, người mới chỉ có hai lần thi đấu quốc tế và một bàn thắng quốc tế trước trận đấu, đã ghi 13 bàn thắng trong trận đấu này và phá kỷ lục về số bàn thắng trong một trận đấu quốc tế. David Zdrilic đã ghi 8 bàn thắng và được coi là đã ghi số bàn thắng nhiều thứ hai trong một trận đấu quốc tế, chỉ sau 13 bàn của Thompson. Thành tích này của Zdrilic mặc dù ít hơn kỷ lục trước đó là 10 bàn thắng, ghi bởi Sophus Nielsen của Đan Mạch tại Thế vận hội 1908 và Gottfried Fuchs của Đức tại Thế vận hội 1912, nhưng vẫn là con số cao thứ hai trong gần 90 năm qua. Thompson cũng đuổi kịp kỷ lục thế giới về số bàn thắng ghi được trong một trận đấu chính thức, được thiết lập vào năm 1885 khi John Petrie ghi 13 bàn trong trận thắng 36–0 của Arbroath trước Bon Accord tại Cúp bóng đá Scotland. Kỷ lục trước đó trong một trận đấu vòng loại World Cup là bảy bàn thắng và cùng được ghi bởi một cầu thủ người Úc khác, Gary Cole, trong trận đấu với Fiji tại vòng loại World Cup 1982 vào ngày 14 tháng 8 năm 1981 và cầu thủ người Iran Karim Bagheri, trong trận đấu với Maldives tại vòng loại World Cup 1998 vào ngày 2 tháng 6 năm 1997.

## Phản ứng

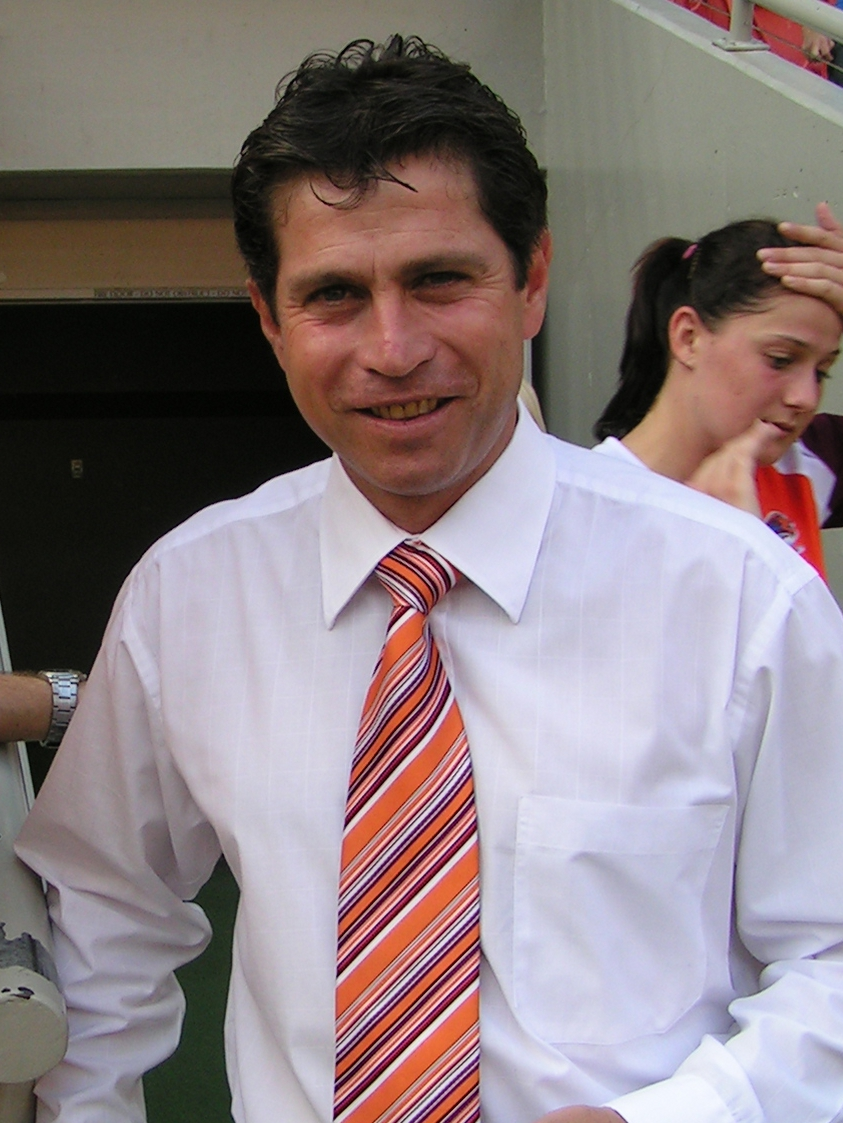
Huấn luyện viên Frank Farina của Úc đã chỉ trích thể thức vòng loại sau trận đấu.

Huấn luyện viên Frank Farina của Úc đã chỉ trích thể thức thi đấu vòng loại và bày tỏ sự hoài nghi về tính cần thiết của những trận đấu như thế này. Archie Thompson, cầu thủ đã ghi kỷ lục 13 bàn thắng, vui mừng trước kỷ lục của bản thân, song cũng đồng tình với bình luận của Farina. Người phát ngôn của FIFA Keith Cooper đồng ý với cả hai ý kiến và đề xuất thay đổi thể thức vòng loại, tổ chức một vòng đấu sơ loại cho các đội tuyển kém hơn. Tuy nhiên, chủ tịch Liên đoàn bóng đá châu Đại Dương Basil Scarsella phản đối với hai ý kiến trên và cho rằng các đội tuyển yếu hơn có quyền được đối mặt với Úc và New Zealand, giống như Úc có quyền đối mặt với các đối thủ mạnh hơn như Brasil và Pháp.
"Phá được kỷ lục thế giới với tôi như là một giấc mơ thành hiện thực; những thành tích như vậy không phải lúc nào cũng có. Nhưng bạn phải nhìn vào những đội tuyển mà chúng tôi phải thi đấu cùng và bắt đầu đặt ra những câu hỏi. Chúng tôi không cần thiết phải chơi những trận đấu như thế này."— Archie Thompson

Trận đấu này, cùng với những chiến thắng đậm khác trong vòng loại, đã một phần trở thành lý do để vòng loại Giải vô địch bóng đá thế giới 2006 phải đưa trở lại vòng đấu sơ loại cho những đội nhỏ hơn – vốn trước đó đã từng được áp dụng tại vòng loại năm 1998 – nhằm tránh những trận đấu một chiều như trên. Khoảng cách lớn giữa hai đội tuyển xuất sắc nhất – Úc và New Zealand – và các đội còn lại trong khu vực châu Đại Dương cũng là một trong những lý do khiến Úc rời bỏ Liên đoàn bóng đá châu Đại Dương vào cuối năm 2005 để gia nhập Liên đoàn bóng đá châu Á (AFC) với tính cạnh tranh cao hơn. Bắt đầu từ vòng loại World Cup 2010 trở đi, Úc tham gia vòng loại tại khu vực châu Á.
Các cầu thủ của đội tuyển Samoa thuộc Mỹ không cảm thấy buồn sau trận đấu, thậm chí họ còn ôm nhau và hát tặng các khán giả khi trận đấu kết thúc. Salapu cho biết anh đã tận hưởng trận đấu này và "không thấy xấu hổ vì tất cả chúng tôi đều đã học được điều gì đó sau trận đấu. Nếu chúng tôi có tất cả các cầu thủ thì có lẽ chỉ để thua năm hay sáu bàn thôi, vì chúng tôi không có được những hậu vệ tốt nhất và tôi cũng không thể làm gì được." Tony Langkilde cũng lên tiếng bênh vực cho thủ môn, người được cho là đã "giữ mành lưới hết sức có thể với một màn trình diễn tuyệt vời". Ông cũng nói thêm rằng "giờ đây chúng tôi đã được FIFA công nhận, điều này thật sự đã giúp dấy lên sự quan tâm tới bóng đá trên quần đảo này". Huấn luyện viên tuyển Samoa thuộc Mỹ Tunoa Lui bình luận rằng bóng đá đang được chơi tại các trường tiểu học và trung học ở Samoa và "trong vòng năm năm nữa chúng tôi sẽ có khả năng cạnh tranh".

## Sau trận đấu
Samoa thuộc Mỹ kết thúc chiến dịch vòng loại của mình với trận thua 0–5 trước Tonga, đứng cuối bảng xếp hạng với hiệu số bàn thắng bại −57 sau bốn trận đấu, không ghi được bàn thắng nào ở vòng loại. Úc tiếp tục chiến dịch vòng loại của họ với chiến thắng 2–0 trước Fiji và trận thắng 11–0 trước Samoa để kết thúc ở vị trí đầu bảng với hiệu số bàn thắng +66 sau bốn trận đấu, không để lọt lưới một lần nào.
| VT | Đội            | St | T | H | B | BT | BB | HS  | Đ  |
| -- | -------------- | -- | - | - | - | -- | -- | --- | -- |
| 1  | Úc             | 4  | 4 | 0 | 0 | 66 | 0  | +66 | 12 |
| 2  | Fiji           | 4  | 3 | 0 | 1 | 27 | 4  | +23 | 9  |
| 3  | Tonga          | 4  | 2 | 0 | 2 | 7  | 30 | −23 | 6  |
| 4  | Samoa          | 4  | 1 | 0 | 3 | 9  | 18 | −9  | 3  |
| 5  | Samoa thuộc Mỹ | 4  | 0 | 0 | 4 | 0  | 57 | −57 | 0  |

Úc sau đó đã đánh bại New Zealand, đội đứng đầu bảng còn lại, với tỷ số chung cuộc 6–1 sau hai lượt trận. Sau khi vượt qua vòng loại khu vực châu Đại Dương, đội tuyển Úc tiến thẳng vào vòng play-off liên châu lục và đối đầu với Uruguay, đội đứng thứ năm tại khu vực Nam Mỹ. Trong trận đấu này, Úc đã để thua với tổng tỷ số chung cuộc là 1–3, do đó không được tham dự vòng chung kết World Cup 2002.
Trận đấu giữa Úc và Samoa thuộc Mỹ tại vòng loại này cũng là cuộc chạm trán đầu tiên và duy nhất của cả hai đội tuyển; sau khi Úc chuyển sang Liên đoàn bóng đá châu Á vào cuối năm 2005, cả hai bên đã không có cơ hội đối đầu với nhau trong một trận đấu nào khác.